# Jakobi Meyers
Jakobi Meyers (geboren am 9. November 1996 in Lithonia, Georgia) ist ein US-amerikanischer American-Football-Spieler auf der Position des Wide Receivers. Er spielte College Football für die North Carolina State University. Seit 2023 steht Meyers bei den Las Vegas Raiders in der National Football League (NFL) unter Vertrag. Zuvor spielte er vier Jahre lang für die New England Patriots.

## College
Meyers besuchte die Arabia Mountain High School in seiner Heimatstadt Lithonia, Georgia, wo er Football als Quarterback spielte.
Ab 2015 ging Meyers auf die North Carolina State University, um College Football für die North Carolina State Wolfpack zu spielen. Als Freshman absolvierte er ein Redshirt-Jahr, um die Offense seines Teams zu studieren. Da die Wolfpack in der Saison 2016 auf der Position des Wide Receivers schwach besetzt waren, trainierte Meyers auch als Passempfänger und konnte im Training überzeugen, sodass er seine Position wechselte. Nach drei Saisons als Wide Receiver gab Meyers im Anschluss an die Saison 2018 bekannt, dass er sich für den NFL Draft anmelden werde. In seiner letzten Saison am College stellte er mit 92 Catches für 1047 Yards einen neuen Rekord an der North Carolina State University für die meisten gefangenen Pässe in einer Saison auf. Meyers bestritt 31 Spiele für die NC State Wolfpack, in denen er 168 Pässe für 1932 Yards und neun Touchdowns fing.

## NFL
Meyers fand im NFL Draft 2019 keine Berücksichtigung und wurde im Anschluss von den New England Patriots als Undrafted Free Agent unter Vertrag genommen. Er schaffte es in den Kader der Patriots für die Regular Season und wurde in 15 Spielen als Ergänzungsspieler eingesetzt. Als Rookie fing er 26 Pässe für 359 Yards und stand bei etwa einem Drittel aller offensiven Spielzüge auf dem Feld.
In der Saison 2020 kam Meyers zunächst kaum zum Einsatz. In den ersten drei Spielen wurde er jeweils bei wenigen Snaps eingesetzt, bevor an den folgenden beiden Spieltagen nicht für den aktiven Kader nominiert wurde. Nachdem Meyers in den ersten fünf Spielen lediglich einen einzigen Pass gefangen hatte, nahm er ab dem siebten Spieltag gegen die San Francisco 49ers eine größere Rolle in der Offense von New England ein, nachdem N’Keal Harry wegen Verdachts auf Gehirnerschütterung ausgefallen war. Sein statistisch bestes Spiel der Saison hatte Meyers am neunten Spieltag beim 30:27-Sieg über die New York Jets, als er 12 Pässe für 169 Yards fing. Mit insgesamt 59 gefangenen Pässen und 729 Receiving Yards war Meyers jeweils der erfolgreichste Passempfänger der Patriots in der Spielzeit 2020. Darüber hinaus wurde er bei zwei Trickspielzügen als Quarterback eingesetzt und konnte dabei zwei Touchdownpässe werfen.
Am 10. Spieltag der Saison 2021 fing Meyers in seiner 39. Regular-Season-Partie in der NFL nach einem Pass von Brian Hoyer seinen ersten Touchdownpass. Zuvor hatte er mit 134 gefangenen Pässen für 1522 Yards Raumgewinn im Passspiel einen Rekord für die meisten Yards bis zum ersten gefangenen Touchdown aufgestellt. Mit 83 gefangenen Pässen für 866 Yards und zwei Touchdowns stellte er jeweils Karrierebestwerte auf, zudem führte er sein Team in gefangenen Pässen und Yards im Passspiel an.
Vor seiner vierten Saison in der NFL belegten die Patriots Meyers mit einem Second-Round Tender, den er im Juni 2022 unterschrieb. Damit erhielt er knapp vier Millionen Dollar für die Saison 2022. Am 15. Spieltag machte Meyers bei der Partie gegen die Las Vegas Raiders mit einem Patzer auf sich aufmerksam, durch den sein Team das Spiel verlor. Beim Stand von 24:24 versuchte er im letzten Spielzug mit dem Auslaufen der Uhr, den Ball zu Quarterback Mac Jones zurückzuwerfen, nachdem Rhamondre Stevenson den Ball zu Meyers gepitcht hatte. Allerdings wurde der Pass von Meyers auf Mac Jones von Raiders-Verteidiger Chandler Jones abgefangen, der mit dem Ball in die Endzone zu einem Touchdown laufen konnte, wodurch Las Vegas mit 30:24 gewann. Obwohl er die gesamte Saison über an einer Verletzung am linken Knie laborierte, stellte Meyers mit sechs Touchdowns einen neuen Karrierebestwert auf. Wie bereits in den vorgegangenen beiden Saisons war er der erfolgreichste Passempfänger der Patriots, er fing 67 Pässe für 804 Yards.
Im März 2023 unterschrieb Meyers einen Dreijahresvertrag im Wert von 33 Millionen US-Dollar bei den Las Vegas Raiders.

### NFL-Statistiken
| Saison                             | Team                 | Spiele | Spiele | Receiving | Receiving | Receiving | Receiving | Receiving | Fumbles | Fumbles |
| Saison                             | Team                 | GP     | GS     | Rec       | Yds       | Avg       | Lng       | TD        | Fum     | Lost    |
| ---------------------------------- | -------------------- | ------ | ------ | --------- | --------- | --------- | --------- | --------- | ------- | ------- |
| 2019                               | New England Patriots | 15     | 1      | 26        | 359       | 13,8      | 35        | 0         | 0       | 0       |
| 2020                               | New England Patriots | 14     | 9      | 59        | 729       | 12,4      | 35        | 0         | 1       | 1       |
| 2021                               | New England Patriots | 17     | 16     | 83        | 866       | 10,4      | 39        | 2         | 1       | 1       |
| 2022                               | New England Patriots | 14     | 13     | 67        | 804       | 12,0      | 48        | 6         | 2       | 2       |
| 2023                               | Las Vegas Raiders    | 16     | 16     | 71        | 807       | 11,4      | 33        | 8         | 0       | 0       |
| 2024                               | Las Vegas Raiders    | 15     | 15     | 87        | 1027      | 11,8      | 43        | 4         | 0       | 0       |
| Total                              | Total                | 91     | 70     | 393       | 4592      | 11,7      | 48        | 18        | 4       | 4       |
| Quelle: pro-football-reference.com |                      |        |        |           |           |           |           |           |         |         |